# Tâm lý bài Trung Đông
Tâm lý chống Trung Đông (tiếng Anh: Anti-Middle Eastern sentiment) là cảm xúc tiêu cực, biểu hiện sự thù hận, căm ghét, kỳ thị, phân biệt đối xử, hay thành kiến đối với Trung Đông và văn hoá Trung Đông.

## Ở Mỹ
Chủ nghĩa phân biệt chủng tộc chống Trung Đông có một lịch sử lâu dài ở Hoa Kỳ, mặc dù nó đã được giới hạn đối với người Do Thái cho đến thập kỷ gần đây. Trong những bộ phim đầu tiên, chẳng hạn như Cohen's Advertising Scheme (1904, phim câm), người Do Thái bị coi là "kẻ buôn bán khéo léo", thường có tính chất chủng tộc đặc trưng của Tây Á như mũi lớn, móc, môi lớn, mắt nhỏ, tóc xoăn đen và ô liu và da có màu nâu.
Từ những năm 1910, các cộng đồng người Do Thái miền Nam bị Ku Klux Klan tấn công, họ phản đối người Do Thái nhập cư. Năm 1915, một người Do Thái ở Georgia tên Leo Frank đã bị buộc tội hãm hiếp và bị kết án tử hình (hình phạt của ông đã được chuyển sang tù chung thân). Ku Klux Klan đã tăng lên rất nhiều trong những năm đầu của thập niên 1920 bằng cách quảng bá chủ nghĩa Mỹ "100%", tập trung vào sự thù hận đối với người Do Thái, cũng như người Công giáo và người Mỹ gốc Phi.
Các sự kiện ở Đức Quốc xã cũng thu hút sự chú ý của Hoa Kỳ. Charles Charles Coughlin, một linh mục phát thanh nổi tiếng, ông chỉ trích người Do Thái và tin rằng họ đang dẫn dắt Hoa Kỳ vào cuộc chiến. Ông đã thuyết giảng trong các bài thuyết giảng hàng tuần, công khai chống Do Thái, và từ năm 1936, ông bắt đầu xuất bản một tờ báo mang tên Công bằng Xã hội, trong đó ông đã in những cáo buộc chống Do Thái như The Protocols of the Elders of Zion.
Năm 1993, Uỷ ban Chống Kỳ thị Mỹ-Ả Rập đã phải làm việc với Công ty Walt Disney về nội dung chống phân biệt chủng tộc Ả Rập trong bộ phim hoạt hình Aladdin. Ban đầu, Disney đã từ chối bất kỳ yêu cầu nào nhưng cuối cùng đã nhượng bộ và thay đổi hai dòng trong bài hát mở đầu.
Từ ngày 11 tháng 9, chủ nghĩa phân biệt chủng tộc chống lại Trung Đông đã tăng lên đáng kể. Một người đàn ông ở Houston, Texas đã bị bắn và bị thương, và bốn người nhập cư bị bắn chết bởi một người đàn ông có tên là Larme Price, người thú tội giết họ như là trả thù cho các cuộc tấn công ngày 11 tháng 9.. Mặc dù Price nói các nạn nhân của ông là người Ả Rập, nhưng chỉ có một người đến Ảrập. Mẹ của Price, Leatha Price, nói rằng sự tức giận của con trai cô với người Ả Rập là một vấn đề về bệnh tâm thần, chứ không phải sự hận thù sắc tộc.
Tháng 11 năm 2005, Uỷ ban Quyền công dân Hoa Kỳ đã kiểm tra tình trạng chống kỳ thị ở các trường đại học. Ủy ban đề nghị Văn phòng Bảo vệ Quyền Công dân của Bộ Giáo dục Hoa Kỳ bảo vệ các sinh viên đại học khỏi chủ nghĩa kỳ thị thông qua việc thực thi mạnh mẽ Tiêu đề VI của Đạo luật Quyền Công dân năm 1964 và đề nghị Quốc hội giải thích rằng Tiêu đề VI áp dụng cho tình trạng phân biệt đối xử sinh viên Do Thái.
Ngày 19 tháng 9 năm 2006, Đại học Yale đã thành lập Sáng kiến Yale để Nghiên cứu liên ngành chống Do Thái (YIISA), trung tâm đầu tiên ở Bắc Mỹ nghiên cứu đề tài này Sau khi tiến hành rà soát thường lệ, ủy ban đánh giá giảng viên cho biết, sáng kiến đã không đạt được các tiêu chuẩn nghiên cứu và giảng dạy. Vào tháng 6 năm 2011, Yale đã bỏ phiếu để đóng sáng kiến Yale. Donald Green, người đứng đầu Cơ quan nghiên cứu chính sách xã hội và nghiên cứu chính sách của trường đại học Yale, cho biết họ đã không có nhiều bài báo đăng trên các tạp chí hoặc thu hút được nhiều sinh viên. Cũng giống như các chương trình khác cũng đã có tình huống tương tự, sáng kiến này đã bị hủy bỏ. Quyết định này đã bị chỉ trích bởi cựu Ủy ban Nhân quyền Hoa Kỳ Kenneth L. Marcus, hiện nay là giám đốc của Sáng kiến Phòng chống Chủ nghĩa Chống Do Thái và Chống Do Thái trong Hệ thống Giáo dục Hoa Kỳ tại Viện Do Thái và Cộng đồng Nghiên cứu, và Deborah Lipstadt, người mô tả quyết định này là "kỳ quặc" và "kỳ lạ". Antony Lerman đã ủng hộ quyết định của Yale, mô tả YIISA như là một sáng kiến chính trị hóa đã được dành cho việc quảng bá Israel chứ không phải là nghiên cứu nghiêm túc về chủ nghĩa Antisemitism.

## Ở Úc
Từ ngày 12 tháng 9 đến 11 tháng 11 năm 2001 của Ủy ban Quan hệ Cộng đồng về Đa văn hóa NSW thống kê có 248 vụ tấn công xảy ra ở Úc. Có bảy loại tấn công: mối đe dọa; tấn công bằng lời nói; tấn công tình dục; phân biệt chủng tộc hoặc quấy rối, làm hư hỏng tài sản; tấn công vật lý; và phương tiện truyền thông tấn công. Một nửa số nạn nhân là phụ nữ. Người Ả Rập chiếm 52,4% và có 47,2% số sự cố xảy ra trong không gian công cộng.
Vào ngày 11 tháng 12 năm 2005, một đám đông bạo lực gồm khoảng 5.000 người Úc da trắng đã tụ tập trên bãi biển tại Cronulla, New South Wales. Họ vẫy cờ Úc, hát bài quốc ca của Úc. Năm ngàn người tụ tập tại hiện trường và đi bộ qua các đường phố của Cronulla, tấn công bất cứ ai mà họ xác định là Trung Đông.
Một đám đông bạo lực nghi ngờ hai sinh viên Bangladesh là người Hồi giáo và đuổi đánh họ. Hai sinh viên đã trốn trong xe, tuy nhiên chiếc xe bị tấn công và ném vào chai gây tổn thất nghiêm trọng. Trong một sự kiện khác, hai thanh niên Trung Đông đang trên đường đi bơi, bị quật ngã và bị đánh trên xe lửa. Sự cố mới nhất xảy ra vào năm 2011, khi luật sư hình sự người Trung Đông, Adam Houda, bị bắt giữ.